# Major League Soccer 2024
La Major League Soccer 2024 è stata la ventinovesima edizione del campionato di calcio nordamericano. In questa edizione il numero di partecipanti è stato 29: per la prima volta dalla stagione 2016 non ci sono nuovi ingressi di Expansion team. Il torneo è iniziato il 21 febbraio 2024 ed è terminato il 7 dicembre dello stesso anno. I LA Galaxy hanno vinto la manifestazione per la sesta volta, dieci anni dopo dall'ultima affermazione, battendo in finale (2-1) i N.Y. Red Bulls.

## Formula
La stagione regolare prevede 34 partite per ciascuna squadra, divise equamente tra partite in casa e in trasferta. La partita inaugurale è stata disputata il 21 febbraio; la regular season si concluderà con il Decision Day del 19 ottobre, che comprenderà partite intra-conferenza che si disputeranno in contemporanea. Ci sarà una pausa dal 26 luglio al 25 agosto per la Leagues Cup 2024, un torneo a eliminazione diretta che include squadre della MLS e della Liga MX; non ci sarà nessuna sosta per le partite della Copa América 2024, che si giocherà negli Stati Uniti da giugno a luglio. La maggior parte delle partite si giocherà il sabato e il mercoledì alle 19:30 ora locale.
Le 29 squadre sono divise in due conference, la Western Conference e la Eastern Conference, in base alla loro posizione geografica. Le 15 squadre dell'Eastern Conference giocheranno un girone all'italiana con squadre intra-conferenza e sei partite contro sei avversarie della Western. Le 14 squadre della Western Conference giocheranno un girone all'italiana con squadre intra-conferenza, una o due partite intra-conferenza aggiuntive e da sei a sette partite contro avversari dell'Eastern. 
Vengono assegnati tre punti per ogni vittoria e un punto per ogni pareggio.
Le prime nove squadre di ogni conference avanzeranno ai play-off della MLS Cup 2024, che iniziano con un turno preliminare per le squadre dell'ottavo e del nono posto ed è seguito da una serie al meglio di tre, introdotta nel 2023. Da qui in poi viene ripreso il format classico dei play-off: gara a eliminazione diretta sul campo della formazione meglio piazzata nella stagione regolare. Il tutto culminerà con la finale della MLS Cup il 7 dicembre tra le due vincitrici di conference. Similmente alle altre grandi leghe americane di sport professionistici, non è prevista alcuna retrocessione né promozione.
È stata programmata l'introduzione di diverse nuove regole per la stagione 2024 a seguito delle prove sperimentate in MLS Next Pro, inclusi gli annunci all'interno dello stadio delle decisioni dell'VAR, un limite di tempo per le sostituzioni e controlli fuori campo obbligatori per i giocatori infortunati. Queste iniziative sono state rinviate dalla MLS a causa di una controversia di lavoro in corso con la Professional Soccer Referees Association, che ha organizzato una serrata dei propri arbitri. Arbitri sostitutivi esterni al sindacato, inclusi ex arbitri e quelli di leghe di livello inferiore diverse dall'USL, sono stati chiamati per arbitrare le partite della MLS.
Si qualificano alla CONCACAF Champions Cup 2025 la vincitrice della MLS Cup, la vincitrice del Supporters' Shield (cioè la squadra con più punti al termine della stagione regolare), l'altra vincitrice di conference e le due migliori classificate fra le squadre non già qualificate. Le squadre della MLS possono qualificarsi alla massima competizione continentale anche tramite altre coppe: si qualificano infatti la vincitrice della U.S. Open Cup, la vincitrice del Canadian Championship e le prime tre classificate della Leagues Cup.
Vista la riduzione di partecipanti alla Leagues Cup a partire dall'edizione 2025, si qualificano a tale competizione le migliori 9 squadre di ogni Conference, ovvero le stesse che disputano i play-off per il titolo.

## Partecipanti
| Club                | Stagione | Città          | Stadio                                     | Stagione 2023                                                    |
| ------------------- | -------- | -------------- | ------------------------------------------ | ---------------------------------------------------------------- |
| Atlanta United      | dettagli | Atlanta        | Mercedes-Benz Stadium                      | 6º nella Eastern Conference                                      |
| Austin FC           | dettagli | Austin         | Q2 Stadium                                 | 12º nella Western Conference                                     |
| Charlotte FC        | dettagli | Charlotte      | Bank of America Stadium                    | 9º nella Eastern Conference                                      |
| Chicago Fire        | dettagli | Chicago        | Soldier Field                              | 13º nella Eastern Conference                                     |
| FC Cincinnati       | dettagli | Cincinnati     | TQL Stadium                                | 1º nella Eastern Conference Vincitore del MLS Supporters' Shield |
| Colorado Rapids     | dettagli | Denver         | Dick's Sporting Goods Park (Commerce City) | 14º nella Western Conference                                     |
| Columbus Crew       | dettagli | Columbus       | Lower.com Field                            | 3º nella Eastern Conference Vincitore della MLS Cup              |
| FC Dallas           | dettagli | Frisco         | Toyota Stadium (Frisco)                    | 7º nella Western Conference                                      |
| D.C. United         | dettagli | Washington     | Audi Field                                 | 12º nella Eastern Conference                                     |
| Houston Dynamo      | dettagli | Houston        | PNC Stadium                                | 4º nella Western Conference                                      |
| Inter Miami         | dettagli | Miami          | Chase Stadium (Fort Lauderdale)            | 14º nella Eastern Conference                                     |
| Los Angeles FC      | dettagli | Los Angeles    | Banc of California Stadium                 | 3º nella Western Conference                                      |
| LA Galaxy           | dettagli | Los Angeles    | Dignity Health Sports Park (Carson)        | 13º nella Western Conference                                     |
| Minnesota Utd       | dettagli | Saint Paul     | Allianz Field                              | 11º nella Western Conference                                     |
| CF Montréal         | dettagli | Montréal       | Stade Saputo                               | 11º nella Eastern Conference                                     |
| Nashville           | dettagli | Nashville      | Geodis Park                                | 7º nella Eastern Conference                                      |
| N.E. Revolution     | dettagli | Foxborough     | Gillette Stadium                           | 5º nella Eastern Conference                                      |
| New York City       | dettagli | New York       | Yankee Stadium                             | 10º nella Eastern Conference                                     |
| N.Y. Red Bulls      | dettagli | New York       | Red Bull Arena (Harrison, NJ)              | 8º nella Eastern Conference                                      |
| Orlando City        | dettagli | Orlando        | Inter&Co Stadium                           | 2º nella Eastern Conference                                      |
| Philadelphia Union  | dettagli | Filadelfia     | Subaru Park (Chester)                      | 4º nella Eastern Conference                                      |
| Portland Timbers    | dettagli | Portland       | Providence Park                            | 10º nella Western Conference                                     |
| Real Salt Lake      | dettagli | Salt Lake City | Rio Tinto Stadium (Sandy)                  | 5º nella Western Conference                                      |
| S.J. Earthquakes    | dettagli | San Jose       | PayPal Park                                | 9º nella Western Conference                                      |
| Seattle Sounders    | dettagli | Seattle        | Lumen Field                                | 2º nella Western Conference                                      |
| Sporting K.C.       | dettagli | Kansas City    | Children's Mercy Park                      | 8º nella Western Conference                                      |
| St. Louis City      | dettagli | Saint Louis    | CityPark                                   | 1º nella Western Conference                                      |
| Toronto FC          | dettagli | Toronto        | BMO Field                                  | 15º nella Eastern Conference                                     |
| Vancouver Whitecaps | dettagli | Vancouver      | BC Place                                   | 6º nella Western Conference                                      |

### Allenatori
| Club                | Allenatore |
| ------------------- | --- |
| Atlanta United      | Gonzalo Pineda (fino al 3 giugno) Rob Valentino (ad interim dal 3 giugno)                                             |
| Austin FC           | Josh Wolff |
| Charlotte FC        | Dean Smith |
| Chicago Fire        | Fōtios Klopas |
| FC Cincinnati       | Pat Noonan |
| Colorado Rapids     | Chris Armas |
| Columbus Crew       | Wilfried Nancy |
| FC Dallas           | Nico Estévez (fino al 9 giugno) Peter Luccin (ad interim dal 9 giugno)                                                |
| D.C. United         | Troy Lesesne |
| Houston Dynamo      | Ben Olsen |
| Inter Miami         | Gerardo Martino |
| Los Angeles FC      | Steve Cherundolo |
| LA Galaxy           | Greg Vanney |
| Minnesota Utd       | Cameron Knowles (ad interim fino al 13 marzo) Eric Ramsay (dal 13 marzo)                                              |
| CF Montréal         | Laurent Courtois |
| Nashville           | Gary Smith (fino al 16 maggio) Rumba Munthali (ad interim dal 16 maggio al 22 luglio) B. J. Callaghan (dal 31 luglio) |
| N.E. Revolution     | Caleb Porter |
| New York City       | Nick Cushing |
| N.Y. Red Bulls      | Sandro Schwarz |
| Orlando City        | Óscar Pareja |
| Philadelphia Union  | Jim Curtin |
| Portland Timbers    | Phil Neville |
| Real Salt Lake      | Pablo Mastroeni |
| S.J. Earthquakes    | Luchi Gonzalez (fino al 24 giugno) Ian Russell (ad interim dal 24 giugno)                                             |
| Seattle Sounders    | Brian Schmetzer |
| Sporting K.C.       | Peter Vermes |
| St. Louis City      | Bradley Carnell (fino al 1° luglio) John Hackworth (ad interim dal al 1° luglio)                                      |
| Toronto FC          | John Herdman |
| Vancouver Whitecaps | Vanni Sartini |

## Classifiche regular season

### Eastern Conference
Classifica aggiornata al 19 ottobre 2024.
|  | Pos. | Squadra            | Pt | G  | V  | N  | P  | GF | GS | DR  |
|  | ---- | ------------------ | -- | -- | -- | -- | -- | -- | -- | --- |
|  | 1.   | Inter Miami        | 74 | 34 | 22 | 8  | 4  | 79 | 49 | +30 |
|  | 2.   | Columbus Crew      | 66 | 34 | 19 | 9  | 6  | 72 | 40 | +32 |
|  | 3.   | FC Cincinnati      | 59 | 34 | 18 | 5  | 11 | 58 | 48 | +10 |
|  | 4.   | Orlando City       | 52 | 34 | 15 | 7  | 12 | 59 | 50 | +9  |
|  | 5.   | Charlotte FC       | 51 | 34 | 14 | 9  | 11 | 46 | 37 | +9  |
|  | 6.   | New York City      | 50 | 34 | 14 | 8  | 12 | 54 | 49 | +5  |
|  | 7.   | N.Y. Red Bulls     | 47 | 34 | 11 | 14 | 9  | 55 | 50 | +5  |
|  | 8.   | CF Montréal        | 43 | 34 | 11 | 10 | 13 | 48 | 64 | -16 |
|  | 9.   | Atlanta United     | 40 | 34 | 10 | 10 | 14 | 46 | 49 | -3  |
|  | 10.  | D.C. United        | 40 | 34 | 10 | 10 | 14 | 52 | 70 | -18 |
|  | 11.  | Toronto FC         | 37 | 34 | 11 | 4  | 19 | 40 | 61 | -21 |
|  | 12.  | Philadelphia Union | 37 | 34 | 9  | 10 | 15 | 62 | 55 | +7  |
|  | 13.  | Nashville          | 36 | 34 | 9  | 9  | 16 | 38 | 54 | -16 |
|  | 14.  | N.E. Revolution    | 31 | 34 | 9  | 4  | 21 | 37 | 74 | -37 |
|  | 15.  | Chicago Fire       | 30 | 34 | 7  | 9  | 18 | 40 | 62 | -22 |

Legenda:
      Ammessa al primo turno dei play-off.
      Ammesse al turno preliminare dei play-off.

### Western Conference
Classifica aggiornata al 19 ottobre 2024.
|  | Pos. | Squadra             | Pt | G  | V  | N  | P  | GF | GS | DR  |
|  | ---- | ------------------- | -- | -- | -- | -- | -- | -- | -- | --- |
|  | 1.   | Los Angeles FC      | 64 | 34 | 19 | 7  | 8  | 63 | 43 | +20 |
|  | 2.   | LA Galaxy           | 64 | 34 | 19 | 7  | 8  | 69 | 50 | +19 |
|  | 3.   | Real Salt Lake      | 59 | 34 | 16 | 11 | 7  | 65 | 48 | +17 |
|  | 4.   | Seattle Sounders    | 57 | 34 | 16 | 9  | 9  | 51 | 35 | +16 |
|  | 5.   | Houston Dynamo      | 54 | 34 | 15 | 9  | 10 | 47 | 39 | +8  |
|  | 6.   | Minnesota Utd       | 52 | 34 | 15 | 7  | 12 | 58 | 49 | +9  |
|  | 7.   | Colorado Rapids     | 50 | 34 | 15 | 5  | 14 | 61 | 60 | +1  |
|  | 8.   | Vancouver Whitecaps | 47 | 34 | 13 | 8  | 13 | 52 | 49 | +3  |
|  | 9.   | Portland Timbers    | 47 | 34 | 12 | 11 | 11 | 65 | 56 | +9  |
|  | 10.  | Austin FC           | 42 | 34 | 11 | 9  | 14 | 39 | 48 | -9  |
|  | 11.  | FC Dallas           | 41 | 34 | 11 | 8  | 15 | 54 | 56 | -2  |
|  | 12.  | St. Louis City      | 37 | 34 | 8  | 13 | 13 | 50 | 63 | -13 |
|  | 13.  | Sporting K.C.       | 31 | 34 | 8  | 7  | 19 | 51 | 66 | -15 |
|  | 14.  | S.J. Earthquakes    | 21 | 34 | 6  | 3  | 25 | 41 | 78 | -37 |

Legenda:
      Ammessa al primo turno dei play-off.
      Ammesse al turno preliminare dei play-off.

### Classifica generale
La squadra prima classificata in questa classifica vince il Supporters’ Shield.
|  | Pos. | Squadra             | Pt | G  | V  | N  | P  | GF | GS | DR  |
|  | ---- | ------------------- | -- | -- | -- | -- | -- | -- | -- | --- |
|  | 1.   | Inter Miami         | 74 | 34 | 22 | 8  | 4  | 79 | 49 | +30 |
|  | 2.   | Columbus Crew       | 66 | 34 | 19 | 9  | 6  | 72 | 40 | +32 |
|  | 3.   | Los Angeles FC      | 64 | 34 | 19 | 7  | 8  | 63 | 43 | +20 |
|  | 4.   | LA Galaxy           | 64 | 34 | 19 | 7  | 8  | 69 | 50 | +19 |
|  | 5.   | FC Cincinnati       | 59 | 34 | 18 | 5  | 11 | 58 | 48 | +10 |
|  | 6.   | Real Salt Lake      | 59 | 34 | 16 | 11 | 7  | 65 | 48 | +17 |
|  | 7.   | Seattle Sounders    | 57 | 34 | 16 | 9  | 9  | 51 | 35 | +16 |
|  | 8.   | Houston Dynamo      | 54 | 34 | 15 | 9  | 10 | 47 | 39 | +8  |
|  | 9.   | Orlando City        | 52 | 34 | 15 | 7  | 12 | 59 | 50 | +9  |
|  | 10.  | Minnesota Utd       | 52 | 34 | 15 | 7  | 12 | 58 | 49 | +9  |
|  | 11.  | Charlotte FC        | 51 | 34 | 14 | 9  | 11 | 46 | 37 | +9  |
|  | 12.  | Colorado Rapids     | 50 | 34 | 15 | 5  | 14 | 61 | 60 | +1  |
|  | 13.  | New York City       | 50 | 34 | 14 | 8  | 12 | 54 | 49 | +5  |
|  | 14.  | Vancouver Whitecaps | 47 | 34 | 13 | 8  | 13 | 52 | 49 | +3  |
|  | 15.  | Portland Timbers    | 47 | 34 | 12 | 11 | 11 | 65 | 56 | +9  |
|  | 16.  | N.Y. Red Bulls      | 47 | 34 | 11 | 14 | 9  | 55 | 50 | +5  |
|  | 17.  | CF Montréal         | 43 | 34 | 11 | 10 | 13 | 48 | 64 | -16 |
|  | 18.  | Austin FC           | 42 | 34 | 11 | 9  | 14 | 39 | 48 | -9  |
|  | 19.  | FC Dallas           | 41 | 34 | 11 | 8  | 15 | 54 | 56 | -2  |
|  | 20.  | Atlanta United      | 40 | 34 | 10 | 10 | 14 | 46 | 49 | -3  |
|  | 21.  | D.C. United         | 40 | 34 | 10 | 10 | 14 | 52 | 70 | -18 |
|  | 22.  | Toronto FC          | 37 | 34 | 11 | 4  | 19 | 40 | 61 | -21 |
|  | 23.  | Philadelphia Union  | 37 | 34 | 9  | 10 | 15 | 62 | 55 | +7  |
|  | 24.  | St. Louis City      | 37 | 34 | 8  | 13 | 13 | 50 | 63 | -13 |
|  | 25.  | Nashville           | 36 | 34 | 9  | 9  | 16 | 38 | 54 | -16 |
|  | 26.  | N.E. Revolution     | 31 | 34 | 9  | 4  | 21 | 37 | 74 | -37 |
|  | 27.  | Sporting K.C.       | 31 | 34 | 8  | 7  | 19 | 51 | 66 | -15 |
|  | 28.  | Chicago Fire        | 30 | 34 | 7  | 9  | 18 | 40 | 62 | -22 |
|  | 29.  | S.J. Earthquakes    | 21 | 34 | 6  | 3  | 25 | 41 | 78 | -37 |

Legenda:

      Vincitrice della MLS e qualificata alla CONCACAF Champions Cup 2025
      Qualificate alla CONCACAF Champions Cup 2025:
- Inter Miami - vincitore del Supporters' Shield, qualificato anche alla Coppa del mondo per club FIFA 2025
- FC Cincinnati - miglior classificato fra le squadre non già qualificate
- Real Salt Lake - secondo miglior classificato fra le squadre non già qualificate
- Seattle Sounders - terzo miglior classificato fra le squadre non già qualificate
- Columbus Crew - vincitore della Leagues Cup 2024
- Los Angeles FC - finalista della Leagues Cup 2024
- Colorado Rapids - terza classificata in Leagues Cup 2024
- Vancouver Whitecaps - vincitore del Canadian Championship 2024
- Sporting Kansas City - finalista della U.S. Open Cup 2024

      Qualificate alla sola Leagues Cup 2025
In caso di arrivo a pari punti:
1. Maggior numero di vittorie;
2. Differenza reti;
3. Gol fatti;
4. Minor numero di punti disciplinari;
5. Differenza reti in trasferta;
6. Gol fatti in trasferta;
7. Differenza reti in casa;
8. Gol fatti in casa;
9. Lancio della moneta (2 squadre) o estrazione a sorte (3 o più squadre).

## Risultati

### MLS All-Star Game
| Arbitro: | Gonzales Jr. |

|               |           |                                                 |
| Hernández 17’ | Marcatori | 16’ Berterame 41’ Idrissi 68’ Brunetta 69’ Meza |

## Play-off
Le squadre teste di serie con posizione più alta in classifica Supporters' Shield ospitano la partita a eliminazione diretta. Durante i turni al meglio dei tre, la squadra con la testa di serie con posizione più alta in classifica Supporters' Shield ospita la prima partita e, se necessario, la terza partita.

### Tabellone
|  | Turno preliminare | Turno preliminare   | Turno preliminare |  |  | Primo turno | Primo turno         | Primo turno | Primo turno      | Primo turno |  |  | Semifinali di Conference | Semifinali di Conference | Semifinali di Conference |                |   | Finali di Conference | Finali di Conference | Finali di Conference |           |   | Finale MLS | Finale MLS | Finale MLS |  |
|  |                   |                     |                   |  |  |             |                     |             |                  |             |  |  |                          |                          |                          |                |   |                      |                      |                      |           |   |            |            |            |  |
|  | E8                | CF Montréal         | 2 (4)             |  |  |             |                     |             |                  |             |  |  |                          |                          |                          |                |   |                      |                      |                      |           |   |            |            |            |  |
|  | E9                | Atlanta United      | 2 (5)             |  |  | E1          | Inter Miami         | 2           | 1                | 2           |  |  |                          |                          |                          |                |   |                      |                      |                      |           |   |            |            |            |  |
|  |                   |                     |                   |  |  | E9          | Atlanta United      | 1           | 2                | 3           |  |  |                          |                          |                          |                |   |                      |                      |                      |           |   |            |            |            |  |
|  |                   |                     |                   |  |  |             |                     |             |                  |             |  |  | E9                       | Atlanta United           | 0                        |                |   |                      |                      |                      |           |   |            |            |            |  |
|  |                   |                     |                   |  |  |             |                     | E4          | Orlando City     | 1           |  |  |                          |                          |                          |                |   |                      |                      |                      |           |   |            |            |            |  |
|  |                   |                     |                   |  |  | E4          | Orlando City        | 2           | 0 (1)            | 1 (4)       |  |  |                          |                          |                          |                |   |                      |                      |                      |           |   |            |            |            |  |
|  |                   |                     |                   |  |  | E5          | Charlotte FC        | 0           | 0 (3)            | 1 (1)       |  |  |                          |                          |                          |                |   |                      |                      |                      |           |   |            |            |            |  |
|  |                   |                     |                   |  |  |             |                     |             |                  |             |  |  | E4                       | Orlando City             | 0                        |                |   |                      |                      |                      |           |   |            |            |            |  |
|  |                   |                     |                   |  |  |             |                     |             |                  |             |  |  |                          |                          | E7                       | N.Y. Red Bulls | 1 |                      |                      |                      |           |   |            |            |            |  |
|  |                   |                     |                   |  |  | E3          | FC Cincinnati       | 1           | 1                | 0 (5)       |  |  |                          |                          |                          |                |   |                      |                      |                      |           |   |            |            |            |  |
|  |                   |                     |                   |  |  | E6          | New York City       | 0           | 3                | 0 (6)       |  |  |                          |                          |                          |                |   |                      |                      |                      |           |   |            |            |            |  |
|  |                   |                     |                   |  |  |             |                     |             |                  |             |  |  | E6                       | New York City            | 0                        |                |   |                      |                      |                      |           |   |            |            |            |  |
|  |                   |                     |                   |  |  |             |                     | E7          | N.Y. Red Bulls   | 2           |  |  |                          |                          |                          |                |   |                      |                      |                      |           |   |            |            |            |  |
|  |                   |                     |                   |  |  | E2          | Columbus Crew       | 0           | 2 (4)            |             |  |  |                          |                          |                          |                |   |                      |                      |                      |           |   |            |            |            |  |
|  |                   |                     |                   |  |  | E7          | N.Y. Red Bulls      | 1           | 2 (5)            |             |  |  |                          |                          |                          |                |   |                      |                      |                      |           |   |            |            |            |  |
|  |                   |                     |                   |  |  |             |                     |             |                  |             |  |  | E7                       | N.Y. Red Bulls           | 1                        |                |   |                      |                      |                      |           |   |            |            |            |  |
|  |                   |                     |                   |  |  |             |                     |             |                  |             |  |  |                          |                          |                          |                |   |                      |                      | W2                   | LA Galaxy | 2 |            |            |            |  |
|  |                   |                     |                   |  |  | W1          | Los Angeles FC      | 2           | 0                | 1           |  |  |                          |                          |                          |                |   |                      |                      |                      |           |   |            |            |            |  |
|  | W8                | Vancouver Whitecaps | 5                 |  |  | W8          | Vancouver Whitecaps | 1           | 3                | 0           |  |  |                          |                          |                          |                |   |                      |                      |                      |           |   |            |            |            |  |
|  | W9                | Portland Timbers    | 0                 |  |  |             |                     |             |                  |             |  |  | W1                       | Los Angeles FC           | 1                        |                |   |                      |                      |                      |           |   |            |            |            |  |
|  |                   |                     |                   |  |  |             |                     | W4          | Seattle Sounders | 2           |  |  |                          |                          |                          |                |   |                      |                      |                      |           |   |            |            |            |  |
|  |                   |                     |                   |  |  | W4          | Seattle Sounders    | 0 (5)       | 1 (7)            |             |  |  |                          |                          |                          |                |   |                      |                      |                      |           |   |            |            |            |  |
|  |                   |                     |                   |  |  | W5          | Houston Dynamo      | 0 (4)       | 1 (6)            |             |  |  |                          |                          |                          |                |   |                      |                      |                      |           |   |            |            |            |  |
|  |                   |                     |                   |  |  |             |                     |             |                  |             |  |  | W4                       | Seattle Sounders         | 0                        |                |   |                      |                      |                      |           |   |            |            |            |  |
|  |                   |                     |                   |  |  |             |                     |             |                  |             |  |  |                          |                          | W2                       | LA Galaxy      | 1 |                      |                      |                      |           |   |            |            |            |  |
|  |                   |                     |                   |  |  | W3          | Real Salt Lake      | 0 (4)       | 1 (1)            |             |  |  |                          |                          |                          |                |   |                      |                      |                      |           |   |            |            |            |  |
|  |                   |                     |                   |  |  | W6          | Minnesota Utd       | 0 (5)       | 1 (3)            |             |  |  |                          |                          |                          |                |   |                      |                      |                      |           |   |            |            |            |  |
|  |                   |                     |                   |  |  |             |                     |             |                  |             |  |  | W6                       | Minnesota Utd            | 2                        |                |   |                      |                      |                      |           |   |            |            |            |  |
|  |                   |                     |                   |  |  |             |                     | W2          | LA Galaxy        | 6           |  |  |                          |                          |                          |                |   |                      |                      |                      |           |   |            |            |            |  |
|  |                   |                     |                   |  |  | W2          | LA Galaxy           | 5           | 4                |             |  |  |                          |                          |                          |                |   |                      |                      |                      |           |   |            |            |            |  |
|  |                   |                     |                   |  |  | W7          | Colorado Rapids     | 0           | 1                |             |  |  |                          |                          |                          |                |   |                      |                      |                      |           |   |            |            |            |  |

### Turno preliminare

#### Eastern Conference
| Arbitro: | Joe Dickerson |

|                                       |                      |                                            |
| Martínez 63’, 89’ (rig.)              | Marcatori            | 29’ Lennon 44’ Gregersen                   |
| Martínez Pearce Saliba Corbo Vilsaint | Tiri di rigore 4 – 5 | McCarty Rios Mirančuk Williams Lobzhanidze |

#### Western Conference
| Arbitro: | Rubiel Vazquez |

|                                             |           |  |
| Gauld 20’, 31’, 59’ White 24’ Armstrong 51’ | Marcatori |  |

### Primo turno
| Squadra 1          | Serie | Squadra 2           | Incontro 1       | Incontro 2       | Incontro 3       |
| ------------------ | ----- | ------------------- | ---------------- | ---------------- | ---------------- |
| Eastern Conference |       |                     |                  |                  |                  |
| Inter Miami        | 1-2   | Atlanta United      | 2-1              | 1-2              | 2-3              |
| Columbus Crew      | 0-2   | N.Y. Red Bulls      | 0-1              | 2-2 (4-5 d.c.r.) | -                |
| FC Cincinnati      | 1-2   | New York City       | 1-0              | 1-3              | 0-0 (5-6 d.c.r.) |
| Orlando City       | 2-1   | Charlotte FC        | 2-0              | 0-0 (1-3 d.c.r.) | 1-1 (4-1 d.c.r.) |
| Western Conference |       |                     |                  |                  |                  |
| Los Angeles FC     | 2-1   | Vancouver Whitecaps | 2-1              | 0-3              | 1-0              |
| LA Galaxy          | 2-0   | Colorado Rapids     | 5-0              | 4-1              | -                |
| Real Salt Lake     | 0-2   | Minnesota Utd       | 0-0 (4-5 d.c.r.) | 1-1 (1-3 d.c.r.) | -                |
| Seattle Sounders   | 2-0   | Houston Dynamo      | 0-0 (5-4 d.c.r.) | 1-1 (7-6 d.c.r.) | -                |

#### Eastern Conference
| Arbitro: | Allen Chapman |

|                          |           |                 |
| L. Suárez 2’ J. Alba 60’ | Marcatori | 39’ Lobzhanidze |

| Arbitro: | Drew Fischer |

|                      |           |  |
| Torres 32’ Ojeda 76’ | Marcatori |  |

| Arbitro: | Serhij Bojko |

|          |           |  |
| Asad 32’ | Marcatori |  |

| Arbitro: | Timothy Ford |

|  |           |              |
|  | Marcatori | 25’ Carballo |

| Arbitro: | Guido Gonzales Jr. |

|                             |                      |                                |
| Agyemang Świderski Westwood | Tiri di rigore 3 – 1 | Lodeiro Jansson Muriel McGuire |

| Arbitro: | Rubiel Vázquez |

|                           |           |              |
| Williams 32’ X. Silva 76’ | Marcatori | 40’ Martínez |

| Arbitro: | Ismir Pekmic |

|                                                       |           |              |
| Martínez 22’ T. Martins 40’ S. Rodríguez 90+7’ (rig.) | Marcatori | 65’ Orellano |

| Arbitro: | Filip Dujic |

|                                                    |                      |                                                            |
| Vanzeir 22’ Forsberg 80’ (rig.)                    | Marcatori            | 55’ Arfsten 90+6’ Ramirez                                  |
| Tolkin Eile Carmona Manoel Forsberg Nealis Edelman | Tiri di rigore 5 – 4 | Rossi Ramirez Hernández Russell-Rowe Čeberko Arfsten Mățan |

| Arbitro: | Drew Fischer |

|                                                                     |                      |                                                                      |
| Acosta Asad S. Gomes Bucha Kelsy Robinson Valenzuela Awaziem Hadebe | Tiri di rigore 5 – 6 | S. Rodríguez Bakrar Parks Sands T. Martins Haak O'Toole Perea Ilenič |

| Arbitro: | Ismir Pekmic |

|                               |                      |                         |
| Torres 90+12’                 | Marcatori            | 65’ Świderski           |
| Muriel Smith Torres R. Santos | Tiri di rigore 4 – 1 | Biel Świderski Westwood |

| Arbitro: | Lukasz Szpala |

|                     |           |                           |
| Rojas 17’ Messi 65’ | Marcatori | 19’, 21’ Thiaré 76’ Slisz |

#### Western Conference
| Arbitro: | Lukasz Szpala |

|                                               |           |  |
| Joveljić 32’, 75’ J. Nelson 52’ Puig 54’, 87’ | Marcatori |  |

| Arbitro: | Jair Marrufo |

|                                |           |             |
| Bouanga 30’ (rig.) Olivera 57’ | Marcatori | 90+5’ Gauld |

| Arbitro: | Ted Unkel |

|                                          |                      |                                           |
| Ruidíaz Rusnák Ragen C. Roldan A. Roldán | Tiri di rigore 5 – 4 | Ponce Dorsey Kowalczyk Sviatchenko Steres |

| Arbitro: | Pierre-Luc Lauzière |

|                                         |                      |                                                |
| Arango Gonçalves Glad Julio Eneli Ojeda | Tiri di rigore 4 – 5 | Yeboah Trapp Boxall J. Sang-bin Oluwaseyi Díaz |

| Arbitro: | Victor Rivas |

|            |           |                                         |
| Larraz 19’ | Marcatori | 8’ Pec 45+3’ Paintsil 90+1’, 90+4’ Puig |

| Arbitro: | Tori Penso |

|                                 |                      |                              |
| Rosales 53’                     | Marcatori            | 75’ Eneli                    |
| Yeboah Dotson Trapp J. Sang-bin | Tiri di rigore 3 – 1 | Arango Gonçalves Crooks Luna |

| Arbitro: | Armando Villarreal |

|                                                       |                      |                                                    |
| Roldan 90+3’ (aut.)                                   | Marcatori            | 87’ Roldan                                         |
| Ponce Dorsey Kowalczyk Ferreira Steres Raines Schmitt | Tiri di rigore 6 – 7 | Roldan Ragen Roldán Leyva Ruidíaz Minoungou Vargas |

| Arbitro: | Rosendo Mendoza |

|                                                     |           |  |
| Gauld 10’ Hollingshead 13’ (aut.) Segura 68’ (aut.) | Marcatori |  |

| Arbitro: | Joseph Dickerson |

|            |           |  |
| Bogusz 62’ | Marcatori |  |

### Semifinali di Conference
| Arbitro: | Allen Chapman |

|  |           |                          |
|  | Marcatori | 16’ Carballo 25’ Vanzeir |

| Arbitro: | Guido Gonzales Jr. |

|                  |           |                               |
| Hollingshead 50’ | Marcatori | 59’ (aut.) Chanot 109’ Morris |

| Arbitro: | Armando Villarreal |

|             |           |  |
| Enrique 39’ | Marcatori |  |

| Arbitro: | Rosendo Mendoza |

|                                                         |           |                         |
| Gabriel Pec 1’, 50’ Joveljić 18’, 89’ Paintsil 37’, 86’ | Marcatori | 6’, 45+4’ (rig.) Yeboah |

### Finali di Conference
| Arbitro: | Rosendo Mendoza |

|  |           |           |
|  | Marcatori | Reyes 47’ |

| Arbitro: | Drew Fischer |

|              |           |  |
| Joveljić 85’ | Marcatori |  |

### Finale MLS
| Arbitro: | Guido Gonzales Jr. |

|                          |           |            |
| Paintsil 8’ Joveljić 13’ | Marcatori | Nealis 28’ |

## Statistiche

### Classifica marcatori regular season
Classifica aggiornata al 19 ottobre 2024.
| Gol |  |  | Giocatore             | Squadra            |
| --- |  |  | --------------------- | ------------------ |
| 23  |  |  | Christian Benteke     | D.C. United        |
| 20  |  |  | Lionel Messi          | Inter Miami        |
| 20  |  |  | Denis Bouanga         | Los Angeles FC     |
| 20  |  |  | Luis Suárez           | Inter Miami        |
| 19  |  |  | Juan Camilo Hernández | Columbus Crew      |
| 17  |  |  | Cristian Arango       | Real Salt Lake     |
| 17  |  |  | Dániel Gazdag         | Philadelphia Union |
| 16  |  |  | Jonathan Rodríguez    | Portland Timbers   |
| 16  |  |  | Alonso Martínez       | Colorado Rapids    |
| 16  |  |  | Petar Musa            | FC Dallas          |
| 16  |  |  | Gabriel Pec           | LA Galaxy          |

(fonte: )